# Raif Dizdarević
Raif Dizdarević (Fojnica, 9. prosinca 1926.), jugoslavenski i bosanskohercegovački političar.

## Životopis
Rođen je 1926. u Fojnici. Sudionik je NOR-a od 1943. godine.
Godine 1951. stupa u diplomatsku službu SFRJ i obavlja različite uloge u veleposlanstvima SFRJ u Bugarskoj, SSSR-u i ČSSR-u.
Godine 1972. pomoćnik je saveznog tajnika za inozemne poslova (tada: "savezni sekretar za inozemne poslove"). 
U sedamdesetim godinama je bio predsjednik Saveza sindikata BiH
- 1978. – 1982. predsjednik Predsjedništva BiH.
- 1982. – 1983. predsjednik Skupštine SFRJ.
- 1984. – 1987. Savezni tajnik za inozemne poslove (tadašnje nazivlje: "Savezni sekretar za inozemne poslove")
- 1987. – 1989. član Predsjedništva SFRJ.
- 1988. – 1989. predsjednik Predsjedništva SFRJ.

## Djela
- "Od smrti Tita do smrti Jugoslavije", Oko, Sarajevo, 1999., ISBN 978-9958-10275-2; "La morte di Tito e la morte della Jugoslavia", 2001., ISBN 978-8880632825, "From the death of Tito to the death of Yugoslavia", Šahinpašić, Sarajevo-Zagreb, 2009.
- "Put u raspad: stenogrami i izlaganja Raifa Dizdarevića u raspravama iza zatvorenih vrata državnog i političkog vrha Jugoslavije", Institut za istoriju, Sarajevo, 2011., ISBN 9789958649110

Kao zanimljivost valja navesti da se u doba dok nije kao nacionalnost u jugoslavenskim statistikama uvedeno Muslimani, Raif Dizdarević se izjašnjavao kao Hrvat.[nedostaje izvor]